# Afraid of Heights
Afraid of Heights — шостий студійний альбом канадського рок-гурту Billy Talent, реліз якого відбувся 29 липня 2016 року.

## Список композицій
| #   | Назва                                   | Тривалість |
| --- | --------------------------------------- | ---------- |
| 1.  | «Big Red Gun»                           | 3:17       |
| 2.  | «Afraid of Heights»                     | 3:45       |
| 3.  | «Ghost Ship of Cannibal Rats»           | 3:39       |
| 4.  | «Louder than the DJ»                    | 3:21       |
| 5.  | «The Crutch»                            | 4:15       |
| 6.  | «Rabbit Down the Hole»                  | 6:03       |
| 7.  | «Time-Bomb Ticking Away»                | 3:22       |
| 8.  | «Leave Them All Behind»                 | 4:53       |
| 9.  | «Horses & Chariots»                     | 3:35       |
| 10. | «This Is Our War»                       | 4:02       |
| 11. | «February Winds»                        | 4:19       |
| 12. | «Afraid of Heights» (Reprise)           | 4:23       |
| 13. | «Half Past Dead» (Japanese bonus track) | 3:28       |

## Учасники запису
Billy Talent
- Бенжамін Ковалевич — вокал
- Джонатан Галлант — бас-гітара/бек-вокал
- Єн Ді'сей — гітара, вокал, клавішні, перкусія
- Арон Соловонюк — ударні

Сесійні учасники
- Джордан Гастінгс — ударні, перкусія

## Чарти
| Чарт (2016)                                        | Позиція |
| -------------------------------------------------- | ------- |
| Австралія Australian Albums (ARIA)                 | 26      |
| Австрія Austrian Albums (Ö3 Austria)               | 1       |
| Бельгія Belgian Albums (Ultratop Flanders)         | 66      |
| Бельгія Belgian Albums (Ultratop Wallonia)         | 82      |
| Канада Canadian Albums (Billboard)                 | 1       |
| Фінляндія Finnish Albums (Suomen virallinen lista) | 26      |
| Німеччина German Albums (Offizielle Top 100)       | 1       |
| Шотландія Scottish Albums (OCC)                    | 14      |
| Швейцарія Swiss Albums (Schweizer Hitparade)       | 1       |
| Велика Британія UK Albums (OCC)                    | 23      |